# Collegio uninominale Toscana - 02 (Senato della Repubblica 2017)
Il collegio elettorale uninominale Toscana - 02 è stato un collegio elettorale uninominale della Repubblica Italiana per l'elezione del Senato tra il 2017 ed il 2022.

## Territorio
Come previsto dalla legge elettorale italiana del 2017, il collegio era stato definito tramite decreto legislativo all'interno della circoscrizione Toscana.
Era formato dal territorio di 36 comuni: Bagno a Ripoli, Barberino di Mugello, Barberino Tavarnelle, Borgo San Lorenzo, Calenzano, Campi Bisenzio, Capraia e Limite, Castelfiorentino, Castelfranco Piandiscò, Cerreto Guidi, Certaldo, Dicomano, Empoli, Fiesole, Figline e Incisa Valdarno, Firenzuola, Greve in Chianti, Londa, Loro Ciuffenna, Marradi, Montelupo Fiorentino, Montespertoli, Palazzuolo sul Senio, Pelago, Pontassieve, Quarrata, Reggello, Rignano sull'Arno, Rufina, San Casciano in Val di Pesa, San Godenzo, Scarperia e San Piero, Sesto Fiorentino, Vaglia, Vicchio, Vinci.
Il collegio era parte del collegio plurinominale Toscana - 01.

## Eletti
| Elezione | Elezione | Senatore      | Partito             |
| -------- | -------- | ------------- | ------------------- |
|          | 2018     | Dario Parrini | Partito Democratico |

## Dati elettorali

### XVIII legislatura
Come previsto dalla legge elettorale, 116 senatori erano eletti con sistema a maggioranza relativa in altrettanti collegi uninominali a turno unico.
| Candidati              | Candidati               | Voti    | %     | Liste                           | Voti    | %     |
| ---------------------- | ----------------------- | ------- | ----- | ------------------------------- | ------- | ----- |
|                        | Dario Parrini ✔️ Eletto | 119 532 | 40,73 | Partito Democratico             | 109 347 | 37,26 |
| +Europa                | Dario Parrini ✔️ Eletto | 119 532 | 40,73 | 7 469                           | 2,55    |       |
| Italia Europa Insieme  | Dario Parrini ✔️ Eletto | 119 532 | 40,73 | 1 756                           | 0,60    |       |
| Civica Popolare        | Dario Parrini ✔️ Eletto | 119 532 | 40,73 | 960                             | 0,33    |       |
|                        | Stefania Scarpati       | 75 705  | 25,80 | Lega                            | 41 603  | 14,18 |
| Forza Italia           | Stefania Scarpati       | 75 705  | 25,80 | 23 136                          | 7,88    |       |
| Fratelli d'Italia      | Stefania Scarpati       | 75 705  | 25,80 | 9 540                           | 3,25    |       |
| Noi con l'Italia - UDC | Stefania Scarpati       | 75 705  | 25,80 | 1 426                           | 0,49    |       |
|                        | Fabio Zita              | 67 854  | 23,12 | Movimento 5 Stelle              | 67 854  | 23,12 |
|                        | Alessio Biagioli        | 16 837  | 5,74  | Liberi e Uguali                 | 16 837  | 5,74  |
|                        | Sandro Targetti         | 5 717   | 1,95  | Potere al Popolo!               | 5 717   | 1,95  |
|                        | Silvia Cagnoli          | 3 101   | 1,06  | Partito Comunista               | 3 101   | 1,06  |
|                        | Antonella Galli         | 1 673   | 0,57  | CasaPound                       | 1 673   | 0,57  |
|                        | Massimo Finetti         | 1 396   | 0,48  | Il Popolo della Famiglia        | 1 396   | 0,48  |
|                        | Moreno Nenci            | 1 088   | 0,37  | Italia agli Italiani            | 1 088   | 0,37  |
|                        | Laura Novi              | 555     | 0,19  | Per una Sinistra Rivoluzionaria | 555     | 0,19  |
| Totale                 | Totale                  | 293 458 | 100   |                                 | 293 458 | 100   |
|                        |                         |         |       |                                 |         |       |
| Voti non validi        | Voti non validi         | 8 784   | 2,91  |                                 |         |       |
| Votanti                | Votanti                 | 302 242 | 80,26 |                                 |         |       |
| Elettori               | Elettori                | 376 571 |       |                                 |         |       |